# Święty Ludwik z Tuluzy (obraz Bartolomeo Vivariniego)
Święty Ludwik z Tuluzy − obraz Bartolomeo Vivariniego z ok. 1465, przedstawiający św. Ludwika z Tuluzy, stanowiący część kolekcji Galeria Uffizi we Florencji.

## Historia
Dzieło Vivariniego, stanowiące być może część poliptyku, ściętego u dołu i u góry, zostało zakupione w 1906. Chociaż autentyczność potwierdzili tacy historycy sztuki renesansowej jak: Gamba, Berenson, czy Paolucci, obraz nie został opublikowany w monografii przedstawiającej twórczość Vivariniego, opublikowanej przez Pallucchiniego. Sposób przedstawienia przypomina styl renesansu padewskiego. Może obraz powstał w okresie młodzieńczym artysty. Według Mario Lucco pochodzi z tego samego poliptyku, co Ecce homo z Museo Campano w Kapui.

## Opis

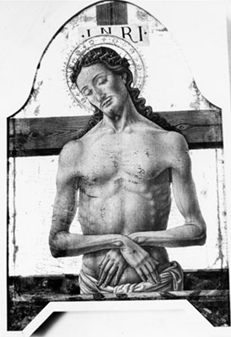
Ecce homo z Kapui, ok. 1465

Święty, przedstawiony na złotym tle, stanowił jedną szeregu postaci w większym poliptyku, na który składał się jeden lub więcej szeregów. Postać skierowana jest lekko w prawą stronę. Na jej twarzy maluje się prawie zawadiacki uśmiech. Święty patrzy na oglądającego obraz. Marmurowe barwy, iście rzeźbiarskie przedstawienie staje się bardzo dokładne w szczegółach, takich jak: kamienie na mitrze, pierścienie, hafcie na kapie (pluwiał), zdobnictwie pastorału czy tłoczeniach na okładce księgi. Wszystkie te elementy przypominają twórczość takich przedstawicieli renesansowej szkoły padewskiej, jak: Francesco Squarcione czy Andrea Mantegna. Niektóre detale, mające znaczenie optyczne, jak uniesiony sznur franciszkańskiego habitu, pozwalają przypuszczać, iż obraz znajdował się powyżej nań patrzącego, może w drugim rzędzie od dołu.